# ESL Pro League
ESL Pro League (ранее ESL ESEA Pro League; сокращенно EPL) — киберспортивная лига по Counter-Strike 2 (ранее Counter-Strike: Global Offensive), созданная ESL. C 17 сезона каждый сезон включает в себя 32 команды. ESL Pro League считается ведущей киберспортивной лигой по Counter-Strike 2 в мире и одной из основных киберспортивных лиг в киберспорте. ESL Pro League началась как предприятие Electronic Sports League и E-Sports Entertainment Association League. Его первый сезон начался 4 мая 2015 года.

## История
В начале ноября 2014 года, базирующаяся в Германии Electronic Sports League объявила о создании ESL Pro League как европейской лиги ESL. 28 апреля 2015 года, ESL объявила о создании совместного предприятия с базирующейся в Северной Америке E-Sports Entertainment Association League для создания лиги Counter-Strike: Global Offensive с общим призовым фондом в размере 500 000 долларов США, в первом сезоне между двумя континентами. Позже он расширился до четырнадцати команд в каждом регионе и увеличил призовой фонд до 1 000 000 долларов США, при этом каждый год проводится два сезона. В 2018 году призовой фонд ESL снова увеличится, заставив команды бороться за 1 000 000 долларов в финале, увеличив призовой фонд сезона на 250 000 долларов. Кроме того, количество команд в финале увеличилось до шестнадцати, при этом в финале участвовало больше команд из других регионов, помимо Северной Америки и Европы. В 2020 году из-за начала пандемии COVID-19 в сезонах 11 и 12 не было глобального финала, вместо этого в Европе и Северной Америке проводились региональные финалы. В 2021 году на ESL Pro League Season 13, организация объявила об изменении формата: одна лига заменила четыре региональные лиги, существовавшие до пандемии. Все 24 команды отправятся в Европу для участия в лиге, а 12 лучших команд регулярного сезона с 24 командами выйдут в финал, также в Европе. При объединении турнира в одно мероприятие призовой фонд сократился до 750 000 долларов.

## Формат
В первом сезоне приняли участие двенадцать команд с каждого континента, которые были приглашены ESL для участия в его первом сезоне, который начался 4 мая 2015 года, когда Team Dignitas победила Titan. В первые три сезона EPL давала четырём лучшим командам каждой лиги путёвку в финал оффлайн (LAN) турнира. Начиная с 4 сезона, ESL решили расширить Pro League до 28 команд, чтобы в каждой лиге было по четырнадцать команд. Это также означало, что в оффлайн-финал попадут по шесть команд из каждого региона. В каждом регулярном сезоне команды будут играть с каждой командой дважды в соответствующей лиге, так что каждая команда сыграла двадцать две игры за первые три сезона и двадцать четыре игры с четвёртого по седьмой сезон. Однако в 7-м сезоне две команды — Counter Logic Gaming и Misfits — отказались от своих составов и лишились лицензий Pro League, в результате чего количество североамериканских команд сократилось до двенадцати. Также в сезоне 7 ESL решила расшириться географически, создав дивизионы Asia-Pacific и LA LEAGUE (Южная Америка), увеличив количество команд с 24 до 40. Позже в 9 сезоне это было изменено на четыре региона, поскольку Северная Америка и Южная Америка были объединены в один регион. Кроме того, в регионе Европы и Америки доступна групповая игра в автономном режиме. В 9-м сезоне приняли участие восемь команд из Европы, шесть команд из Америки, одна команда из Азии и одна команда из региона Океании.
В первых трех офлайн-финалах участвовало восемь команд, в которых команды были разделены на две группы по четыре в формате double-elimination, GSL group, и по две команды из каждой группы вышли в плей-офф. В плей-офф участвовали четыре команды, в полуфинале — лучшая из трёх, а в финале — лучшая из пяти. Начиная с четвёртого по шестой сезон, команды были разделены на две группы по шесть команд, и каждая команда играла с каждой командой в своей группе один раз на групповом этапе. В плей-офф вышли по три команды из каждой группы. Раунд 6 и полуфинал — лучший из трёх серий, а финал — лучший из пяти, за исключением четвёртого сезона, в котором финал был лучшим из трёх. В седьмом сезоне с расширением EPL количество команд увеличилось до шестнадцати. В тринадцатом сезоне, после централизации EPL, финал стал турниром с участием 12 команд, при этом лучшая половина каждой группы из группового этапа перешла в сетку на выбывание.
Тринадцать команд в ESL Pro League автоматически получают квалификацию каждый год благодаря статусу постоянного партнёра, система распределения доходов ESL действует с организациями этих тринадцати команд. Из остальных одиннадцати команд, шесть проходят квалификацию через мировой рейтинг ESL, систему, которую ESL использует для измерения результатов команд на всех значимых турнирах по CS:GO, включая те, которые не проводятся ESL, а остальные пять проходят квалификацию через региональные квалификации. Региональные квалификации проходят через региональные сезоны ESEA Premier, два из которых проводятся в каждом сезоне ESL Pro League, место отводится каждому чемпионату сезона в Европе и Северной Америке (всего четыре места), а одно финальное место отдается победителю плей-офф между двумя победителями сезона ESEA Premier в Океании.
В отличие от крупных чемпионатов по CS:GO, спонсируемых Valve, в которых места для команд распределяются на основе списков игроков, ESL присуждает места организациям. Например, Valve считает, что SK Gaming выиграла два крупных чемпионата, поскольку игроки (FalleN, fer, coldzera, fnx, TACO) выиграли один на MLG Columbus 2016, работая по контракту с Luminosity Gaming, и выиграли ещё один на ESL One Cologne 2016, в то время как по контракту с SK Gaming. Кроме того, если большая часть состава переходит в другую команду, Valve отнимает место у старой команды и отдает его команде, в которую направляется ядро состава. На ESL One Katowice 2015, PENTA Sports пробились в восьмерку лучших на турнире, что дало игрокам гарантированное место на следующем мейджоре, ESL One Cologne 2015, однако игроки denis, Spiidi и nex были выкуплены mousesports, что дало mousesports и PENTA Sports место в Кёльне 2015, поскольку большая часть PENTA перешла в команду mousesports. EPL считает, что у Luminosity Gaming, выигравшей 3-й сезон, будет один титул, а у SK Gaming, выигравшей 6-й сезон, тоже только один титул. Однако команде разрешено продавать или просто передавать свою лицензию Pro League другой организации, как в случае с Tempo Storm, передающим свой состав организации Immortals на 4-й сезон.

## Сезоны
Список сезонов и две лучшие команды в каждом сезоне приведены ниже. Региональные лиги были прекращены в 13-м сезоне. Согласно отчету, Strife будет представлять CS:GO в ESL Pro League Season 16.
| Финал | Финал         | Финал             | Финал   | Финал          | Финал       | Финал   |
| №     | Место         | Победитель        | Счёт    | Финалист       | Призовые    | Прим.   |
| ----- | ------------- | ----------------- | ------- | -------------- | ----------- | ------- |
| 1     | Кёльн         | Fnatic            | 3—1     | Cloud9         | 250 000 $   | [ 8 ]   |
| 2     | Бербанк       | Fnatic            | 3—2     | Natus Vincere  | 250 000 $   | [ 9 ]   |
| 3     | Лондон        | Luminosity Gaming | 3—2     | G2 Esports     | 512 000 $   | [ 10 ]  |
| 4     | Сан-Паулу     | Cloud9            | 2—1     | SK Gaming      | 600 000 $   | [ 11 ]  |
| 5     | Даллас        | G2 Esports        | 3—1     | North          | 750 000 $   | [ 12 ]  |
| 6     | Оденсе        | SK Gaming         | 3—1     | FaZe Clan      | 750 000 $   | [ 13 ]  |
| 7     | Даллас        | Astralis          | 3—1     | Team Liquid    | 750 000 $   | [ 14 ]  |
| 8     | Оденсе        | Astralis          | 3—1     | Team Liquid    | 750 000 $   | [ 15 ]  |
| 9     | Монпелье      | Team Liquid       | 3—1     | G2 Esports     | 600 000 $   | [ 16 ]  |
| 10    | Оденсе        | mousesports       | 3—0     | Fnatic         | 600 000 $   | [ 17 ]  |
| 11    | Отменен       | Отменен           | Отменен | Отменен        | Отменен     | Отменен |
| 12    | Отменен       | Отменен           | Отменен | Отменен        | Отменен     | Отменен |
| 13    | Online        | Heroic            | 3—2     | Gambit Esports | 750 000 $   | [ 19 ]  |
| 14    | Online        | Natus Vincere     | 3—2     | Team Vitality  | 750 000 $   | [ 20 ]  |
| 15    | Дюссельдорф   | FaZe Clan         | 3—1     | ENCE           | 850 000 $   | [ 21 ]  |
| 16    | Нашар         | Team Vitality     | 3—2     | Team Liquid    | 823 000 $   | [ 22 ]  |
| 17    | Сент-Джулианс | FaZe Clan         | 3—1     | Cloud9         | 850 000 $   | [ 23 ]  |
| 18    | Сент-Джулианс | MOUZ              | 3—0     | Natus Vincere  | 850 000 $   | [ 24 ]  |
| 19    | Сент-Джулианс | MOUZ              | 3—0     | Team Vitality  | 750 000 $   | [ 25 ]  |
| 20    | Сент-Джулианс | Natus Vincere     | 3—2     | Eternal Fire   | 750 000 $   | [ 26 ]  |
| 21    | Стокгольм     | Team Vitality     | 3—0     | MOUZ           | 1 000 000 $ | [ 27 ]  |

## Другие лиги
У ESL также есть две другие лиги помимо Counter-Strike. В Tom Clancy’s Rainbow Six Осада сейчас идет одиннадцатый сезон. PENTA Sports и G2 Esports имеет наибольшее количество титулов — четыре, так как команда выиграла титулы 1-го сезона 1, 2-го сезона 1, 2-го сезона 2 и 8-го сезона. Помимо лиги Rainbow Six Осада, в ESL также есть лига Halo. Однако эти две лиги гораздо менее заметны, чем лига Counter-Strike, поскольку призовой фонд Rainbow Six составляет всего 248 000 долларов по сравнению с призовым фондом CS:GO в размере 750 000 долларов.